# 山野孝義
山野 孝義（やまの たかよし、1955年4月5日 - ）は、大阪府出身の元サッカー選手、サッカー指導者、解説者。

## 略歴
北陽高等学校では1973年度に全国高校サッカー優勝。
大阪商業大学卒業後、1978年ヤンマー入社。この年サッカー日本代表に選出（代表Aマッチ出場2試合）。1980年には日本サッカーリーグ(JSL)優勝。JSL1部通算成績は125試合4得点3アシスト。
1984年ヤンマーを退社、大阪ガスサッカー部で選手としてプレーするかたわら同部コーチにも就任。その後出身校である大商大のコーチなどを務め、1999年にはS級ライセンスを取得、長崎県立国見高等学校サッカー部コーチに就任。
2001年には東京ヴェルディ1969のコーチに就任するが、成績不振の責任を取ってシーズン途中でサテライト監督に降格、1年限りで退任。再び国見高校に戻り、2003年のインターハイまでコーチを務める。
Jリーグ開幕後は、NHK（主に関西以西）、KBS京都、スカパー!などで解説を務める。2005年にガンバ大阪がJリーグで優勝した際には、NHK大阪放送局の特番で選手・監督へのインタビュアーを担当した。全国ネットでは言葉は標準語にしているが、関西弁のイントネーションがかなり強い。関西ローカルの番組では関西弁でしゃべっている。よく選手のプレーを誉め、ほとんど批判をすることはない、優しい解説者の一人である。
2020年からは、大阪市北区にある柔道整復師・鍼灸師育成の専門学校近畿医療専門学校の特別顧問に就任。

所属クラブ
- 北陽高校（現・関大北陽高校）
- 大阪商業大学
- 1978年 - 1984年 ヤンマーディーゼル
- 商大アインクラブ
- 1986年 - 199?年 大阪ガス

## 個人成績
| 国内大会個人成績 | 国内大会個人成績 | 国内大会個人成績 | 国内大会個人成績 | 国内大会個人成績 | 国内大会個人成績 | 国内大会個人成績 | 国内大会個人成績 | 国内大会個人成績 | 国内大会個人成績 | 国内大会個人成績 | 国内大会個人成績 |
| 年度             | クラブ           | 背番号           | リーグ           | リーグ戦         | リーグ戦         | リーグ杯         | リーグ杯         | オープン杯       | オープン杯       | 期間通算         | 期間通算         |
| 年度             | クラブ           | 背番号           | リーグ           | 出場             | 得点             | 出場             | 得点             | 出場             | 得点             | 出場             | 得点             |
| 日本             | 日本             | 日本             | 日本             | リーグ戦         | リーグ戦         | JSL杯            | JSL杯            | 天皇杯           | 天皇杯           | 期間通算         | 期間通算         |
| ---------------- | ---------------- | ---------------- | ---------------- | ---------------- | ---------------- | ---------------- | ---------------- | ---------------- | ---------------- | ---------------- | ---------------- |
| 1978             | ヤンマー         | 23               | JSL1部           | 17               |                  |                  |                  |                  |                  |                  |                  |
| 1979             | ヤンマー         | 2                | JSL1部           | 18               |                  |                  |                  |                  |                  |                  |                  |
| 1980             | ヤンマー         | 2                | JSL1部           | 18               |                  |                  |                  |                  |                  |                  |                  |
| 1981             | ヤンマー         | 2                | JSL1部           | 18               | 0                |                  |                  |                  |                  |                  |                  |
| 1982             | ヤンマー         | 2                | JSL1部           | 18               | 1                |                  |                  |                  |                  |                  |                  |
| 1983             | ヤンマー         | 2                | JSL1部           | 18               | 0                |                  |                  |                  |                  |                  |                  |
| 1984             | ヤンマー         | 2                | JSL1部           | 18               | 2                | 4                | 1                | 3                | 0                | 25               | 3                |
| ※この間不明      |                  |                  |                  |                  |                  |                  |                  |                  |                  |                  |                  |
| 1986-87          | 大阪ガス         |                  | JSL2部           | 17               | 3                | 1                | 0                | 2                | 0                | 20               | 3                |
| 1987-88          | 大阪ガス         |                  | JSL2部           |                  |                  |                  |                  | -                | -                |                  |                  |
| 1988-89          | 大阪ガス         |                  | JSL2部           | 18               | 0                | 0                | 0                | -                | -                | 18               | 0                |
| 1989-90          | 大阪ガス         | 15               | JSL2部           | 27               | 0                | 0                | 0                |                  |                  |                  |                  |
| 1990-91          | 大阪ガス         | 15               | JSL2部           | 23               | 0                | 0                | 0                | -                | -                | 23               | 0                |
| 通算             | 日本             | 日本             | JSL1部           | 125              | 4                |                  |                  |                  |                  |                  |                  |
| 通算             | 日本             | 日本             | JSL2部           |                  |                  |                  |                  |                  |                  |                  |                  |
| 総通算           |                  |                  |                  |                  |                  |                  |                  |                  |                  |                  |                  |

※1985年の詳細不明
・JSL東西対抗戦　3回出場（1980年、1981年、1982年）

## 代表歴

### 試合数
- ユース代表 4試合0得点（1975/76)[3]
- 日本代表 国際Aマッチ 2試合0得点(1980)
- 日本代表初出場（国際Aマッチ）：1980年6月11日 対中国戦（広州）
- 日本代表初出場：1979年8月13日 対ウーチ・ウラジオストク（ソ連）戦（ウラジオストク）

| 日本代表 | 国際Aマッチ | 国際Aマッチ | その他 | その他 | 期間通算 | 期間通算 |
| 年       | 出場        | 得点        | 出場   | 得点   | 出場     | 得点     |
| -------- | ----------- | ----------- | ------ | ------ | -------- | -------- |
| 1979     | 0           | 0           | 2      | 0      | 2        | 0        |
| 1980     | 2           | 0           | 2      | 0      | 4        | 0        |
| 1981     | 0           | 0           | 1      | 0      | 1        | 0        |
| 通算     | 2           | 0           | 5      | 0      | 7        | 0        |

### 出場
| No. | 開催日         | 開催都市 | スタジアム | 対戦相手       | 結果 | 監督   | 大会                 |
| --- | -------------- | -------- | ---------- | -------------- | ---- | ------ | -------------------- |
| 1.  | 1980年06月11日 | 広州     |            | 中華人民共和国 | ●0-1 | 渡辺正 | 広州国際サッカー大会 |
| 2.  | 1980年06月18日 | 広州     |            | 香港           | ○2-0 | 渡辺正 | 広州国際サッカー大会 |

## 出演
- Jリーグ中継（NHK、スカパー!など）
- エキサイティング!J（KBS京都）
- F.C.オフサイドトーク（ABCラジオ）
- スタジアムへ行こう!! - 関西Jリーグ応援番組（関西地区のJ:COMで放送）
- NHKニュースおはよう日本、Sportsプラス（NHK、主に日本代表戦に関するニュースで不定期に出演）
- 桑原征平粋も甘いも（ABCラジオ）
  - 2017年9月13日放送分「私の通信簿」にゲスト出演（翌月より下記「征平の1時の一字」へとリニューアルされたため、「私の通信簿」名義では最後のゲストに）
  - 2018年6月13日放送分「征平の1時の一字」にゲスト出演（同日は関西圏のスペシャルウィーク期間中で、翌日には2018 FIFAワールドカップ開幕を控えていた）